# 32630 Ethanlevy
32630 Ethanlevy è un asteroide della fascia principale. Scoperto nel 2001, presenta un'orbita caratterizzata da un semiasse maggiore pari a 2,3995079 UA e da un'eccentricità di 0,0905230, inclinata di 6,02108° rispetto all'eclittica.